# Micul Enisei
Micul Enisei (în rusă Малый Енисей, transliterat: Malîi Enisei) este un râu ce străbate nordul Mongoliei și Tuva, Rusia. Fluviul Enisei se formează la confluența acestuia cu Marele Enisei, la Kîzîl (Tuva). Are o lungime de 563 km, iar bazinul de colectare acoperă o arie de 58.700 km2. Izvorăște din Valea Darkhad, în nord-vestul Chöwsgöl-Aimag, Mongolia sub numele de Shishged Gol (în mongolă Шишгэд гол; în rusă Шишхид-Гол). În Tuva se numește Kyzyl-Khem (în tuvană - râu roșu), iar apoi Kaa-Khem (în tuvană - râul mic) sau Maly Yenisey.
În Valea Darkhad are drept afluenții Sharga și Tengis. Acesta curge apoi spre vest, prin Munții Ulaan Taiga, spre Rusia. Acolo i se alatura Busiyn-Gol, Belin și Balyktyg-Khem. Mai mult de jumătate (298 km din cursul total de 563 km) se află în Mongolia.

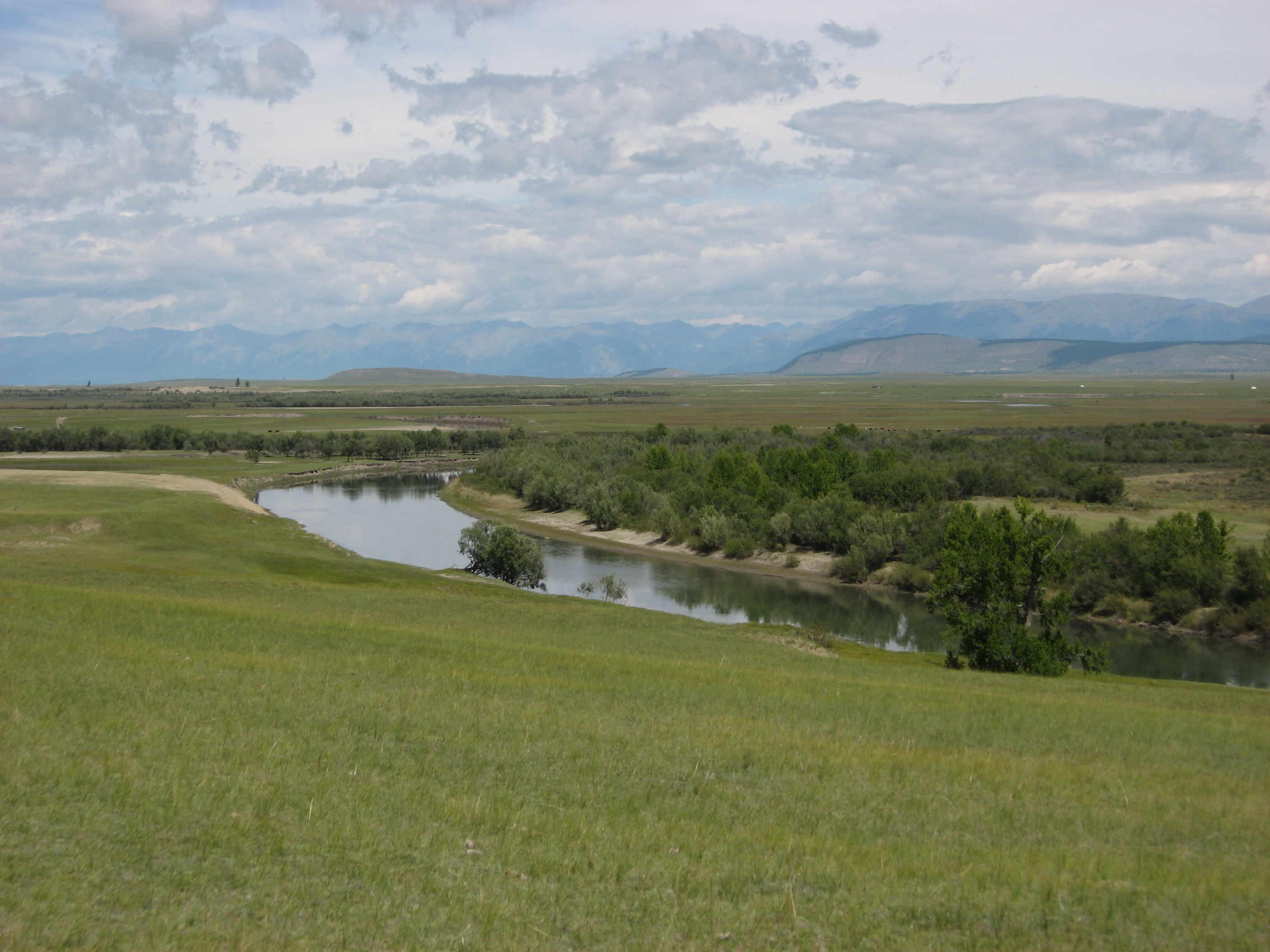
Golul Shishged lângă Renchinlkhümbe